# Thérèse Yemeniz
Thérèse Yemeniz, née le 5 septembre 1862 à Fontaines-sur-Saône et morte le 4 février 1924 à Paris 7e, est une artiste-peintre française.

## Biographie

### Famille
Thérèse Yemeniz est issue d'une famille très connue à Lyon dès le début du XIXe siècle : son grand-père, Nicolas Yemeniz, est fabricant en soierie et ses brocarts sont souvent primés lors des expositions internationales.
Sa grand-mère, Adélaïde Yemeniz, épouse de Nicolas, est écrivain et poète, amie d'Alphonse de Lamartine, de Prosper Mérimée ainsi que de Félicité Robert de Lamennais.
Son père, Eugène Yemeniz, écrivain et académicien, est consul de Chypre à Lyon.
Thérèse Yemeniz est aussi la filleule du comte et de la comtesse de Chambord.

### Parcours artistique
Elle suit sa formation auprès de Jules Lefebvre et Tony Robert-Fleury. Elle expose au Salon de Lyon de 1886 à 1909, principalement des portraits en miniature.